# Stazione di Interporto d'Abruzzo
La stazione di Interporto d'Abruzzo è una stazione ferroviaria, posta sulla linea Roma-Pescara nel punto di congiunzione con il raccordo per l'Interporto d'Abruzzo. Situata nella località Bivio Brecciarola di Chieti, è adibita esclusivamente al traffico merci da e per l'interporto.

## Storia
Nel 1989 presso le camere di commercio, industria, artigianato e agricoltura delle province di Chieti e Pescara si costituiva la società per azioni denominata "Interporto Val Pescara S.p.A.". Nell'ambito delle attività di cui quest'ultima era promotrice, vi fu la realizzazione di uno studio di fattibilità per un interporto in Abruzzo, alle porte dell'area metropolitana di Pescara; la struttura venne in seguito realizzata tra le frazioni Brecciarola di Chieti e Manoppello Scalo, e a novembre 2006 entrò in esercizio.
La stazione di Interporto d'Abruzzo venne attivata il 27 maggio 2018 a breve distanza dalla strada statale 5 Via Tiburtina Valeria e dall'autostrada A25.

## Strutture e impianti
Lo scalo ferroviario consta di due piazzali intermodali, aventi una superficie di 70.000 m², a questi si aggiungono le aree riservate alla sosta inoperoso dei mezzi porta container, oltre a un'officina, con relativa area di manovra, per l'erogazione dei servizi di manutenzione, e riparazione delle unità di trasporto intermodale, e i lavaggi ordinari e speciali.

## Movimento
La stazione opera traffico merci in direzione Pescara.